# Matthew Noszka

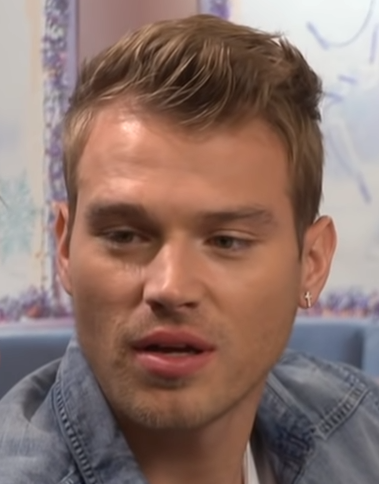
Matthew Noszka (2019)

Matthew Noszka (geboren am 27. Oktober 1992 in Pittsburgh, Pennsylvania) ist ein US-amerikanischer Schauspieler und Model.

## Leben
Noszka ist polnischer Abstammung. Sein Großvater Stan Noszka war von 1967 bis 1978 Mitglied des Senats von Pennsylvania. Matthew Noszka wuchs in Pittsburgh, Pennsylvania auf. Er besuchte die dortige Chartiers Valley High School und absolvierte anschließend, unterstützt durch ein Basketball-Stipendium, ein Wirtschaftsstudium an der Point Park University. Nach der Veröffentlichung eines Porträtfotos auf Instagram begann seine Karriere als Model.

## Erfolge als Model
Noszka verlegte seine Wohnsitz nach New York City und modelte für eine Reihe namhafter Firmen, darunter Nike, Calvin Klein und Hugo Boss, 2015 lief er für H&M auf. Das Vogue Magazin nahm ihn im Jahr darauf in die Liste der 50 fittest boys auf.

## Wechsel zum Film
2017 debütierte Matthew Noszka als Schauspieler in einer Hauptrolle des Fernsehfilms F*ck The Police, einer Episode der Serie Tales, die von Black Entertainment Television produziert wurde. Weitere Einsätze waren unter anderem in der Fox-Fernsehserie Star.

## Privatleben
Wie sein Großvater, der für die Boston Celtics spielte, ist Noszka ein aktiver Basketballspieler. Außerdem besitzt er ein Motorsport-Unternehmen in Los Angeles (Kalifornien) namens 412 Motorsport.